# 卡伦·凯姆纳
卡伦·凯姆纳（英語：Caren Kemner，1965年4月16日—），美国前女子排球运动员。她曾代表美国国家队参加1988年、1992年和1996年夏季奥林匹克运动会排球比赛，其中1992年奥运会收获一枚铜牌。